# Sambir rajon
Sambir rajon (ukrainsk: Самбірський район, tr. Sambirskyj rajon) er en rajon (distrikt) i Ukraine.
Sambir rajon er en af 7 rajoner i Lviv oblast i det vestlige Ukraine, hvor Sambir rajon er beliggende i den sydvestlige del af oblastet omkring byen Sambir. Rajonen har et areal på 3.260 km2
og et indbyggertal på 224.126 (2021) indbyggere.